# زمین‌لرزه یمن
زمین‌لرزه یمن ممکن است به یکی از موارد زیر اشاره داشته باشد:
- زمین‌لرزه ۱۹۴۱ یمن
- زمین‌لرزه ۱۹۹۱ یمن